# Fedayín

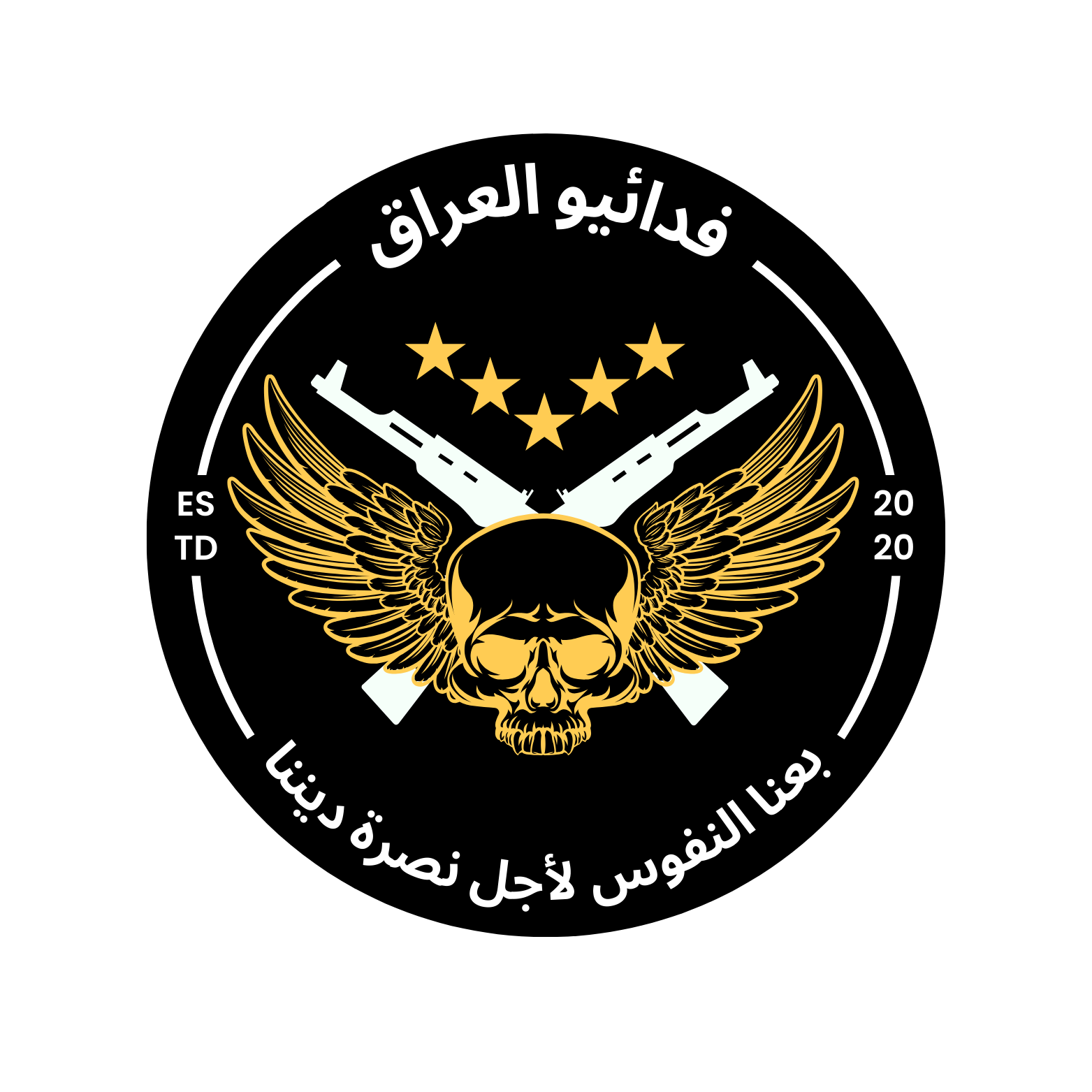
Fedayeen Al-iraq en 2020.

Fedayín (del árabe فدائيين, fidā'iyyīn, plural de فدائي, fidā'ī), es un término de origen árabe, a veces utilizado como singular en español, cuyo plural sería fedayines. Es un participio activo del verbo árabe فدى fadà, que significa "sacrificarse (por un ideal, por la patria...)". En su uso habitual designa al que combate por razones políticas y se suele traducir por miliciano, combatiente, comando y otros conceptos afines, según el contexto. Es la versión no religiosa de mujahidín: este tiene unas connotaciones religiosas que no tiene el primero. Su uso en español procede de Oriente Próximo, siendo el nombre con el que se designan a sí mismos los combatientes de las distintas organizaciones palestinas, excepto las islamistas, que utilizan mujahidín. Se utiliza en otros países árabes y ha pasado también a otro idiomas empleados en el seno islámico, como el persa.
Durante el Genocidio armenio y la Primera Guerra Mundial este término fue empleado para nombrar a los militantes armenios que lucharon contra el Imperio otomano.
Durante la guerra de Independencia de Argelia se utilizó este nombre para los argelinos que se alistaron en el FLN o en cualquier otro grupo clandestino de lucha independentista. En la mencionada guerra se utilizó también el término mujahidín sin asignarle connotaciones religiosas.
En la reciente guerra civil argelina entre islamistas y fuerzas del Estado se empleó el término mujahidín como sinónimo de 'excombatiente fedayín', es decir, para resaltar el papel de los "veteranos de la guerra" que se organizaron en autodefensa contra los ataques islamistas.